# 小松市立中海小学校
小松市立中海小学校（こまつしりつ なかうみしょうがっこう）は、石川県小松市中海町にある公立小学校。

## 沿革

### 旧中海小学校
- 1873年（明治6年）5月 - 中区の民家を借りて、創立、和寧小学校と称する
- 1941年（昭和16年） - 中海国民学校と改称する
- 1947年（昭和22年） - 中海村立中海小学校と改称する
- 1955年（昭和30年） - 小松市に編入され、小松市立中海小学校と改称する

### 旧原小学校
- 1875年（明治8年）12月 - 原・桂谷で原村に養精小学校を開設する
- 1892年（明治25年） - 原尋常小学校、中の峠尋常小学校と改称する
- 1905年（明治38年） - 中の峠尋常小学校を廃止し分校とする
- 1947年（昭和22年） - 中海村立原小学校と改称する
- 1955年（昭和30年） - 小松市に編入され、小松市立原小学校と改称する

### 中海小学校
- 1970年（昭和45年）4月 - 中海中学校、原中学校の両校を統合し、小松市立中海小学校と改称する（中の峠分校は存続）
- 1970年（昭和45年）9月 - 中海町仏正寺山に新校舎起工式を行う
- 1995年（平成7年）3月 - 中の峠分校閉校式を挙行する[1]

## 通学区域
荒木田町、嵐町、岩渕町、桂町、上麦口町、軽海町、正連寺町、中海町、中ノ峠町、原町、みどり町、麦口町

## 進学先中学校
卒業生は小松市立中海中学校へ進学する。